# Laia Fontàn
Laia Fontàn (Laia Pérez i Fontan, n. Barcelona, 15 de junio de 1995) es una actriz, cantante y música española, conocida por sus papeles en series como Les de l'hoquei.

### Cine
- Appland, Dir. Hugo Royo (2018)
- Show en el Apolo, Dir. Núria Pascual (2018)
- Ventanas, Dir. Shubhra Vandit (2018)
- Liu Bai, Dir. Ran Shao (2017)
- Todos los hombres del Mundo, Dir. Crhis Tholon (2017)
- Una más, Dir. Marina Verte (2017)
- Realidad Irreal, ESCAC (2017)
- No és el que sembla, Dir. Jordi Casals (2016)
- El velo, Dir. Jose Sibaja (2016)

### Televisión
- Les de l'hoquei como Janina, Brutal Media - TV3 (2019)
- Los herederos de la tierra (serie de televisión) como Regina, Netflix, Diagonal TV - Netflix (2021)

### Teatro
- La Duda, Patrick Shanley, Dir.Miquel Malagarriga (2017)
- Ocells i Llops, Sagarra, Dir.Ricard Salvà (2017)
- Bruna, EMAV (2017)

### Teatro musical
- MADRID 24H, Dir.Marc Flynn (2021)
- The Ugly Duckling, TransEduca Gira Madrid – Santiago de Compostela (2018)
- The Book of Mormon, Dir. Arnau Abella (2017)
- Rent, Dir.Joan Rafart (2014)
- Spring Awakening, Dir.Joan Rafart (2012)